# Cerrito Blanco
Cerrito Blanco är en ort i Mexiko.   Den ligger i kommunen Irimbo och delstaten Michoacán de Ocampo, i den södra delen av landet, 140 km väster om huvudstaden Mexico City. Cerrito Blanco ligger 2 153 meter över havet och antalet invånare är 148.
Terrängen runt Cerrito Blanco är huvudsakligen kuperad, men den allra närmaste omgivningen är platt. Runt Cerrito Blanco är det ganska tätbefolkat, med 124 invånare per kvadratkilometer. Närmaste större samhälle är Ciudad Hidalgo, 13,1 km sydväst om Cerrito Blanco. I omgivningarna runt Cerrito Blanco växer huvudsakligen savannskog.